# Titularbistum Gratianopolis
Gratianopolis (ital.: Grazianopoli) ist ein Titularbistum der römisch-katholischen Kirche.
Es geht zurück auf einen untergegangenen Bischofssitz in der gleichnamigen antiken Stadt, die in der römischen Provinz Mauretania Caesariensis (heute Algerien) lag.
| Titularbischöfe von Gratianopolis |                                                     |                                                                             |                   |                    |
| Nr.                               | Name                                                | Amt                                                                         | von               | bis                |
| 1                                 | Teodor Skuminowicz (Skumin)                         | Weihbischof in Vilnius (Polen-Litauen)                                      | 12. August 1652   | 24. September 1668 |
| 2                                 | Mikołaj Słupski                                     | Weihbischof in Vilnius (Polen-Litauen)                                      | 3. Juni 1669      | 1693               |
| 3                                 | Jan Dłużewski                                       | Weihbischof in Chelm (Polen-Litauen)                                        | 18. Juni 1696     | 1720               |
| 4                                 | Michał Piechowski                                   | Weihbischof in Przemyśl (Polen-Litauen)                                     | 12. Februar 1721  | 29. Januar 1723    |
| 5                                 | Dominicus Invitti                                   |                                                                             | 29. November 1724 | 5. September 1725  |
| 6                                 | Franc Jožef Mikolič (Mikolitsch)                    | Weihbischof in Laibach (Herzogtum Krain,heute Slowenien)                    | 14. Dezember 1789 | 4. Dezember 1793   |
| 7                                 | Tomasz Chmielewski                                  | Weihbischof in Warschau (Polen)                                             | 2. Oktober 1837   | 30. Juli 1844      |
| 8                                 | Ignatius Camillus William Mary Peter Persico OFMCap | Apostolischer Vikar von Tibet (China)                                       | 8. März 1854      | 11. März 1870      |
| 9                                 | Edouard Charles Fabre                               | Koadjutorbischof von Montréal (Kanada)                                      | 1. April 1873     | 11. Mai 1876       |
| 10                                | Pascal Bili OFM                                     | Apostolischer Vikar von Nordwesthubei (China)                               | 20. November 1876 | 12. Mai 1878       |
| 11                                | Ferenc Lönhart                                      |                                                                             | 5. April 1881     | 3. Juli 1882       |
| 12                                | Marie-Laurent-François-Xavier Cordier MEP           | Apostolischer Vikar von Phnom-Penh (Kambodscha)                             | 18. Juni 1882     | 14. August 1895    |
| 13                                | Ferdinand Johann Nepomuk Kalous                     | Weihbischof in Prag (Tschechien)                                            | 1. Oktober 1891   | 19. September 1907 |
| 14                                | Isaias Papadopoulos                                 | Apostolischer Exarch von Konstantinopel/Istanbul (Osmanisches Reich/Türkei) | 28. Juni 1911     | 18. Januar 1932    |
| 15                                | Dionisio Leonida Varouhas                           | Apostolischer Exarch von Istanbul (Türkei)                                  | 11. Juni 1932     | 28. Januar 1957    |
| 16                                | Hyakinthos Gad                                      | Apostolischer Exarch von Griechenland (Griechenland)                        | 17. Februar 1958  | 30. Januar 1975    |
| 17                                | Anargyros Prindezis                                 | Apostolischer Exarch von Griechenland (Griechenland)                        | 28. Juni 1975     | 18. März 2012      |
| 18                                | Dimitrios Salachas                                  | Apostolischer Exarch von Griechenland (Griechenland)                        | 14. Mai 2012      | 16. Oktober 2023   |
| 19                                | John Siemianowski                                   | Weihbischof in Chicago (USA)                                                | 20. Dezember 2024 |                    |